# Sawada Shigeru
Sawada Shigeru (japanisch 沢田 茂; * 29. März 1887 in der Präfektur Kōchi; † 1. Dezember 1980) war ein japanischer Offizier, der als Generalleutnant von 1938 bis 1939 Kommandeur der 4. Division sowie im Zweiten Weltkrieg zwischen 1939 und 1940 stellvertretender Chef des Generalstabes und daraufhin von 1940 bis 1942 Kommandeur der 13. Armee war. Er wurde wegen vermeintlicher Kriegsverbrechen beim Kriegsverbrecherprozesse in Shanghai im Rahmen des „Doolittle Airmen Trial“ zu einer Haftstrafe von fünf Jahren verurteilt. Ein Wiederaufnahmeverfahren vor dem US Supreme Court führte dazu, dass er 1950 freigelassen werden musste, da keine Kriegsverbrechen im eigentlichen Sinne vorgelegen hatten.

## Leben
Sawada Shigeru begann nach dem Schulbesuch als Offiziersanwärter eine Ausbildung an der Heeresoffizierschule (Rikugun Shikan Gakkō) und wurde nach deren Abschluss 1905 in die Kaiserlich Japanische Armee (Dai-Nippon Teikoku Rikugun) übernommen. In der Folgezeit fand er verschiedene Verwendungen als Offizier und war zudem 1910 Absolvent der Heeres-Artillerieschule (Rikugun Hōkōgakkō) sowie 1914 der Heereshochschule (Rikugun Daigakkō). Er war vom 10. Dezember 1926 bis zum 22. November 1928 selbst Instrukteur an der Heereshochschule sowie im Anschluss zwischen dem 22. November 1928 und dem 1. August 1931 Chef der Sonderagentur Harbin (Harubin tokumu kikan) in der Mandschurei und wurde in dieser Verwendung zum 1. August 1930 zum Oberst befördert.
Im Anschluss war er vom 1. August 1931 bis zum 18. März 1933 Kommandeur des 24. Feldartillerie-Regiments sowie zwischen dem 18. März 1933 und dem 5. März 1934 Dozent an der Heereshochschule, ehe er vom 5. März 1934 bis zum 15. März 1935 Chef des Stabes der Kaiserliche Garde (Konoe shidan) war. Nach seiner Beförderung zum Generalmajor war er zwischen dem 15. März und dem 2. Dezember 1935 Kommandierender Offizier der 1. Feldartilleriebrigade sowie im Anschluss vom 2. Dezember 1935 bis zum 1. März 1938 Militärattaché an der Botschaft in Polen. Nach seiner Beförderung zum Generalleutnant am 1. März 1938 wurde er dem Generalstab zugeteilt und wurde anschließend am 15. Juli 1938 als Nachfolger von Generalleutnant Matsu Iinochi Kommandeur der 4. Division, der sogenannten „Yodo-Division“ (Yodo-heidan). Er verblieb auf diesem Posten bis zum 23. September 1939 und wurde daraufhin von Generalleutnant Yamashita Tomoyuki abgelöst.
Sawada selbst wurde daraufhin zunächst wieder dem Generalstab zugeteilt und übernahm kurz darauf am 2. Oktober 1939 von Generalleutnant Nakajima Tetsuzō die Funktion als stellvertretender Chef des Generalstabes und bekleidete diese Funktion bis zum 15. November 1940, woraufhin Generalleutnant Tsukada Osamu seine Nachfolge antrat. Er blieb danach vom 15. November bis zum 2. Dezember 1940 dem Generalstab zugeteilt und löste Generalleutnant Fujita Susumu als Kommandeur der in China eingesetzten 13. Armee ab. Er behielt dieses Kommando bis zum 8. Oktober 1942 und wurde von Generalleutnant Shimomura Sadamu abgelöst. Er selbst wurde wieder dem Generalstab zugeteilt und schied am 2. November 1942 aus dem aktiven Militärdienst und trat in den Ruhestand.
Im April 1943 kehrte Sawada Shigeru in Teilzeit in den Dienst zurück und wurde bis zu seiner Abberufung im November 1943 als Mitglied des Militärischen Forschungsausschusses dem Generalstab zugeteilt. Er war zwischen November 1943 und Oktober 1945 Mitglied des Militärischen Forschungsausschusses beim Generalstab und wurde nach der Kapitulation Japans im Oktober 1946 als mutmaßlicher Kriegsverbrecher festgenommen. Er wurde wegen vermeintlicher Kriegsverbrechen beim Kriegsverbrecherprozesse in Shanghai im Rahmen des „Doolittle Airmen Trial“ zu einer Haftstrafe von fünf Jahren verurteilt. Die Anklage gegen ihn lautete, dass er es als Kommandeur der 13. Armee zugelassen habe, dass acht abgeschossenen Fliegern der Kriegsgefangenenstatus verweigert wurde. Diese hatten im April 1942 als erste Japan bombardiert. Zwei weitere Angeklagte hatten als Richter drei dieser Flieger zum Tode verurteilt, ein weiterer deren Hinrichtungen kommandiert. Sawada verteidigte sich damit, er habe auf direkte Anordnung des Premierministers Tōjō Hideki gehandelt. Die Flieger hätten einen fairen Prozess gehabt. Ihnen wären zwar Verteidiger versagt gewesen, doch habe dies japanischem Recht entsprochen. Tōjō und Generalfeldmarschall Hata Shūnroku bestätigten schriftlich, dass Sawada rechtmäßig gehandelt habe. Trotzdem wurden alle Angeklagten am 16. April 1946 für schuldig befunden. Allen wurden jedoch mildernde Umstände zuerkannt. Die verhängten überraschend geringen Haftstrafen (bei Zwangsarbeit) reichten von fünf (für Sawada) bis neun Jahren. Ein Wiederaufnahmeverfahren vor dem US Supreme Court führte dazu, dass er am 1. Januar 1950 freigelassen werden musste, da keine Kriegsverbrechen im eigentlichen Sinne vorgelegen hatten. Nach seinem Tode wurde er auf dem Friedhof Tama in Fuchū beigesetzt.

## Hintergrundliteratur
- Meirion Harries: Soldiers of the Sun: The Rise and Fall of the Imperial Japanese Army, Random House, 1994, ISBN 0-679-75303-6.
- Robert B. Edgerton: Warriors of the Rising Sun: A History of the Japanese Military, Westview Press, 1999, ISBN 0-8133-3600-7.

## Weblink
- Sawada, Shigeru. Generals from Japan (generals.dk) (englisch).